# Nora En Pure
Nora En Pure (* 20. Juli 1990 in Johannesburg; eigentlich Daniela Di Lillo; geborene Daniela Niederer) ist eine südafrikanisch-schweizerische Musikproduzentin und House-DJ.

## Karriere
Nora En Pure ist die Tochter einer Südafrikanerin und eines Schweizers und kam als Kind in die Schweiz. 2009 wurde sie als DJ und Produzentin aktiv, ihre ersten Tracks wurden beim Zürcher Label Enormous Tunes digital veröffentlicht. Ab dieser Zeit folgten internationale Festivalauftritte, darunter bei Tomorrowland, Ultra Music Festival, CRSSD Festival, Coachella, Electric Zoo Festival und Nature One. Mit Purified Radio veröffentlicht sie wöchentlich Live-Sets im Internet.
2016 mixte sie eine Episode der Essential-Mix-Reihe. 2019 gründete sie das Deep-House-Label Purified Records.

## Diskografie
EPs
- 2010: Stockholm Tears
- 2010: Velvet EP
- 2010: You Boom My Mind EP
- 2010: Feel The Force EP
- 2011: Economy
- 2012: Pasadena
- 2012: Calling Ibiza
- 2012: Aurelia
- 2012: Who Will Dance
- 2013: Sweet Melody
- 2014: True
- 2014: Statisfy
- 2015: Into The Wild / U Got My Body
- 2016: Morning Dew
- 2016: Lake Arrowhead EP
- 2017: Conquer Yosemite EP
- 2018: Don’t Look Back
- 2018: Polynesia
- 2019: Homebound EP
- 2020: Delta / Bartok
- 2021: Monsoon EP
- 2021: Thermal / Oblivion
- 2022: Gratitude EP

Singles
- 2013: Come with Me
- 2013: Remind Me
- 2015: Saltwater
- 2016: On the Beach
- 2017: Tears in Your Eyes
- 2017: Fever
- 2017: Trailblazer
- 2018: Sphinx
- 2019: We Found Love
- 2019: Birthright
- 2019: Heart Beating
- 2019: Fibonacci
- 2020: In The Air Tonight
- 2020: All I Need
- 2020: In Your Eyes
- 2020: Wetlands
- 2020: Come Away
- 2020: Enchantment
- 2021: Aquatic
- 2021: Life On Hold
- 2021: Luscious Rain
- 2021: Sign Of The Times
- 2022: Reminiscing
- 2023: Emerald Skies
- 2023: Spring Embers
- 2023: Do No More
- 2023: Who You Are
- 2024: Pretoria